# Arcelor
Arcelor és un grup empresarial multinacional, considerada la segona siderúrgica més important del món. És el primer productor mundial de productes plans i productes llargs en acer. És un operador destacat en tots els seus principals mercats: automòbil, construcció, electrodomèstics, embalatges i indústria general. El seu tíquer a la Borsa de Madrid és LOR.

## Activitats
Desenvolupa les seves activitats en quatre sectors: 
- Productes plans, del que és el primer productor mundial.
- Productes llargs, del qual també és el primer productor mundial.
- Acers inoxidables, del que és un dels líders mundials en producció.
- Distribució/transformació, on és una de les primeres empreses europees .

## Història
Arcelor neix de la integració de tres grups siderúrgics europeus: Aceralia, Arbed i Usinor. El projecte d'integració es va materialitzar el 18 de febrer de 2002 amb la cotització en Borsa del nou grup. Les seves accions es negocien en les Borses de París, Brussel·les, Luxemburg i Madrid. L'any 2003 la seva xifra de negoci va superar els 25.900 milions d'euros i el volum de vendes de 40,2 milions de tones, emprant a més de 98.000 treballadors en 60 països. El 2005 es decideix que Aceralia, Arbed i Usinor deixin les seves marques comercials per usar la d'Arcelor. El 2006 anuncia la seva fusió amb la russa Severstal per contrarestar l'OPA de l'anglo-índia Mittal, donant lloc a la més gran empresa siderúrgica del planeta.
A Espanya té plantes a Avilés, Gijón, Lesaka i Legasa.

## ArcelorMittal
Després d'apujar el preu de la seva primera oferta un 45% finalment i després de moltes ofertes Mittal Steel Company va aconseguir adquirir Arcelor mitjançant una OPA per 30.000 milions US$. El resultat d'aquesta llarga i costosa operació és ArcelorMittal, un nou colós siderúrgic que quadruplica la producció del segon acerer mundial (Nippon Steel). Produeix 116 milions de tones anuals d'acer, per a un volum de negoci de 60.000 milions d'euros i benefici net de 7.000 milions d'euros amb una plantilla de 310.000 treballadors i el deu per cent del mercat mundial.